# Metoesital sodico
Il metoesital sodico è un barbiturico anestetico a durata di azione ultra-breve. Il farmaco deprime in modo reversibile l'attività di tutti i tessuti eccitabili. Il sistema nervoso centrale (SNC) è particolarmente sensibile alla sua azione. Singole dosi necessarie per indurre l'anestesia hanno solo un modesto effetto sul muscolo cardiaco e liscio, anche se spesso sono accompagnate da lievi effetti eccitatori, ad esempio movimenti muscolari o ipotono.
Con dosi elevate o prolungate il farmaco può invece determinare depressione cardiovascolare o respiratoria grave ed effetti dannosi su altri sistemi ed apparati.

## Meccanismo di azione
Il meccanismo d'azione dei barbiturici non è conosciuto in modo preciso. È probabile che vi sia in gioco un effetto diretto, legato alla spiccata lipofilia di questa classe di farmaci, su una porzione specializzata della membrana neuronale che determina una modifica della trasmissione sinaptica. In genere i barbiturici sono in grado di deprimere la trasmissione sinaptica eccitatoria, sodio-dipendente, mentre sono privi d'azione su quella inibitoria, che pertanto non ne viene influenzata.
Il sito d'azione sembra localizzato a livello di un componente del canale del cloro modulato dal GABA. I barbiturici deprimono i riflessi monosinaptici spinali come anche l'attività spontanea ed evocata nelle cellule del corno dorsale. L'azione a livello del midollo spinale contribuisce al quadro dell'anestesia da barbiturico. La formazione reticolare potrebbe avere un ruolo nella produzione della anestesia, come risulta da risvegli elettroencefalografici e comportamentali indotti dalla sua stimolazione. Il blocco della formazione reticolare sarebbe quindi una componente essenziale del meccanismo d'azione dei barbiturici a livello cerebrale.

## Farmacocinetica
Il metoesital è altamente liposolubile e, per la gran parte in forma non ionizzata, si distribuisce rapidamente nell'organismo. In seguito a somministrazione endovenosa attraversa velocemente la barriera ematoencefalica con induzione rapida di anestesia. Il farmaco continua ad accumularsi a livello cerebrale per un periodo di 30-60 secondi. Successivamente è soggetto a una ridistribuzione negli altri tessuti corporei, ed in particolare nei tessuti adiposi, anche se in misura minore rispetto al tiopental.
I livelli cerebrali di farmaco si riducono rapidamente. Circa il 73% di metoesital si lega alle proteine plasmatiche, principalmente all'albumina. Il volume di distribuzione è di 1 l/kg. Il metoesital è ampiamente metabolizzato nel fegato e i metaboliti sono eliminati nelle urine. La principale via metabolica prevede l'ossidazione della catena laterale pentinilica con formazione di 4'-idrossimetoesital, che possiede attività ipnotica. Meno dell'1% del farmaco somministrato per via endovenosa si ritrova immodificato nelle urine nelle 24 ore.
Il farmaco viene rapidamente eliminato e l'emivita è di solo 1-3 ore. L'eliminazione è composta da una fase iniziale rapida, dovuta alla distribuzione ai tessuti altamente perfusi, incluso quello cerebrale, seguita da ridistribuzione ai tessuti poveri di lipidi. La fase terminale riflette il momento del metabolismo del farmaco e la ridistribuzione ai depositi di grasso scarsamente perfusi. Non è noto se il metoesital passi nel latte materno. È probabile che attraversi la barriera placentare.

## Tossicità
Nell'uomo la dose minima letale è ritenuta di 1 g.

## Usi clinici
Il metoesital è indicato per produrre anestesia per interventi chirurgici brevi (ad esempio in chirurgia orale od in odontostomatologia) o per l'induzione di anestesia che viene in seguito prolungata con somministrazione di altri farmaci. Il farmaco è stato anche utilizzato come sedativo per ottenere adeguate immagini in corso di esecuzione di TAC o RMN nei dipartimenti di emergenza.

## Dosi terapeutiche
Il metoesital sodico viene somministrato per iniezione endovenosa o infusione. La dose di farmaco per l'induzione è compresa tra 50 mg e 120 mg, talvolta dosaggi anche maggiori.  La dose varia in relazione all'età del paziente, alla sua corporatura, alla eventuale premedicazione e/o al pre-trattamento con oppioidi immediatamente prima dell'induzione dell'anestesia. La dose usuale di 1-1,5 mg/kg può essere elevata a 2 mg/kg nei bambini o diminuita a 0,3 mg/kg negli anziani. La dose di induzione solitamente provoca anestesia di durata di circa 5-7 minuti.
Per l'induzione di anestesia si somministra una soluzione all'1% alla velocità di 1 ml ogni 5 secondi. Il mantenimento dell'anestesia può essere effettuato mediante iniezioni intermittenti (piccoli boli) di soluzione all'1% o, più facilmente, con infusione endovenosa di soluzione allo 0,2%. Per l'infusione endovenosa continua la velocità media della somministrazione è di circa 3 ml di una soluzione allo 0,2% per minuto (equivalente a circa una goccia al secondo). I soggetti con un'acquisita tolleranza a sedativi, ipnotici, oppioidi, alcool necessitano di dosaggi maggiori di metoesital.

## Effetti collaterali
In letteratura sono segnalate reazioni di ipersensibilità con la frequenza di un paziente su 30.000, ma è spesso difficile distinguere tra un sovradosaggio relativo e una vera ipersensibilità. In caso di ipersensibilità le reazioni sembrano mediate dall'istamina e si manifestano con pallore, collasso cardiovascolare caratterizzato da ipotensione arteriosa e tachicardia secondaria e broncospasmo.
L'ipotensione, che da un punto di vista eziopatogenetico è dovuta a improvvisa espansione dell'albero circolatorio, in genere risponde alla rapida infusione di colloidi e vasopressori. Come con altri barbiturici, la somministrazione endovenosa di metoesital sodico può causare singhiozzo, tosse, contrazione involontaria dei muscoli e laringospasmo che può compromettere la ventilazione polmonare. Possono verificarsi depressione respiratoria, apnea, dispnea, arresto cardiorespiratorio il quale può presentarsi a seguito di convulsioni, oppure ipotensione. Inoltre si possono manifestare tremore post-anestetico, ipersalivazione, iperattività dei muscoli scheletrici, convulsioni, irrequietezza, ansietà (in particolare se in presenza di dolore post-operatorio), cefalea, nausea, vomito, dolore addominale e repentina comparsa di delirio. Sono state riportate reazioni allergiche acute come eritema, prurito, orticaria, rinite.
Nei pazienti che assumono metoesital sodico si possono verificare tromboflebite, dolore nel sito di iniezione e lesioni ai nervi adiacenti. Lo stravaso di farmaco può causare irritazione locale che si manifesta con dolore, gonfiore, ulcerazione e necrosi. La somministrazione intraarteriosa è pericolosa e può causare gangrena alle estremità.

## Controindicazioni e precauzioni d'uso
Il metoesital sodico è controindicato in caso di ipersensibilità ai barbiturici e nei pazienti con precedenti di epilessia. Il farmaco non dovrebbe essere somministrato in caso di porfiria, di terapia concomitante con anticoagulanti cumarinici e di stati asmatici. Dovrebbero essere osservate le controindicazioni assolute e relative all'anestesia per e.v..

## Sovradosaggio ed antidoti
I principali effetti del sovradosaggio, da lieve a moderato, sono depressione respiratoria e ipotensione, che dovrebbero essere trattate con ventilazione assistita ed espansione del volume plasmatico (con cautela). L'avvelenamento intenzionale con dosi massive per e.v. è improbabile, ma eventualmente va trattato con misure di supporto respiratorie e cardiovascolari.

## Interazioni
La somministrazione concomitante di metoesital e altri deprimenti del SNC può causare effetti additivi a questo livello. Tutti i barbiturici sono induttori del sistema microsomiale epatico, ma la rilevanza di ciò nella pratica anestetica non è stata studiata.